# Salak Airport
Salak Airport är en flygplats i Kamerun.   Den ligger i regionen Nordligaste regionen, i den norra delen av landet, 800 km norr om huvudstaden Yaoundé. Salak Airport ligger 423 meter över havet.
Terrängen runt Salak Airport är platt. Trakten runt Salak Airport är ganska tätbefolkad, med 104 invånare per kvadratkilometer. Närmaste större samhälle är Maroua, 16,8 km norr om Salak Airport. Trakten runt Salak Airport är en mosaik av jordbruksmark och naturlig växtlighet.